# جاكوب أبراهامسون
جاكوب أبراهامسون (بالسويدية: Jakob Abrahamson)‏ هو شاعر سويدي، ولد في 1933.